# Nisa Achgabat
Pour les articles homonymes, voir Nisa.
 (janvier 2012).
Si vous disposez d'ouvrages ou d'articles de référence ou si vous connaissez des sites web de qualité traitant du thème abordé ici, merci de compléter l'article en donnant les références utiles à sa vérifiabilité et en les liant à la section « Notes et références ».
Le Nisa Achgabat est un club turkmène de football, basé à Achgabat.

## Historique du club
- 1994 - fondation du club

## Palmarès
- Championnat du Turkménistan (4)
  - Vainqueur : 1996, 1999, 2001, 2003
  - Vice-champion : 1994, 1995, 1998, 2002, 2004

- Coupe du Turkménistan (1)
  - Vainqueur : 1998
  - Finaliste : 1997, 2000, 2003